# Женералітат

Емблема Женералітату

Уряд (Женералітат) Каталонії (каталанською Generalitat de Catalunya, — організація місцевого самоврядування Каталонії, автономної області Іспанії. До складу Женералітату входять Президент, Парламент і Виконавчий комітет, або власне уряд Каталонії.
Президент автономної області Каталонії обирається парламентом на 4 роки.

## Історія
Бере початок з Середньовіччя.
З 1979 року Каталонія офіційно має свій Уряд — Женералітат, що входить в іспанську державну систему конституційне монархії.
Основи самоврядування Каталонії письмово зафіксовані в «Положенні про автономію». Уряд з резиденцією в Барселоні вважається наступником влади кортесів, які існували з 1359 року, станово-представницьких зборів.

## Президенти уряду Каталонії
Вікісховище має мультимедійні дані за темою: Женералітат
| Політика | Це незавершена стаття про політику. Ви можете допомогти проєкту, виправивши або дописавши її. |